# Bohajsko more
Bohajsko more (kineski: 渤海; pinyin: Bó Hăi) predstavlja sjeverni dio Žutog mora s kojim je povezano preko Bohajskog prolaza. Ima površinu od oko 77 000 km2. Blizina Pekinga ga čini jednim od najprometnijih mora na svijetu. U Bohajsko more se ulijevaju rijeke Huang He, Liao He, Hai He i Luan. Do ranog 20. stoljeća ovo more je nosilo naziv Pečilski zaljev.

## Vanjske poveznice
|  | Zajednički poslužitelj ima još gradiva o temi Bohajsko more |